# Stargate Infinity
Stargate Infinity ist eine US-amerikanische Zeichentrickserie nach dem Vorbild der Fernsehserie Stargate – Kommando SG-1. Sie wurde von MGM und DiC Entertainment produziert und lief 2002 und 2003 im Samstagmorgen-Programm des US-Fernsehsenders Fox.

## Handlung
30 Jahre nach der ersten Reise von SG-1 durch das Sternentor könnte die Entdeckung einer mysteriösen Kreatur den Schlüssel zum Frieden für ein von Krieg und Tyrannei bedrohtes Universum bedeuten. Nun liegt es in den Händen von vier außergewöhnlichen Kadetten und einem Stargate-Veteranen, die Kreatur zurück zu ihrem Heimatplaneten zu bringen und sie gleichzeitig vor dem Zugriff der bösartigen Tlak'kahn zu schützen.

## Veröffentlichung
Die Erstausstrahlung von Stargate Infinity war vom 14. September 2002 bis zum 24. März 2003 auf dem US-amerikanischen Sender Fox zu sehen. In Deutschland wurde die Serie nicht ausgestrahlt. Allerdings wurde im August 2007 die komplette Serie auf DVDs im Vereinigten Königreich veröffentlicht, auf denen neben der englischen und italienischen auch eine deutsche Tonspur vorliegt.

## Episodenliste
| Folge # | Deutscher Titel           | Originaltitel           | Erstausstrahlung (USA) | Regie         | Drehbuch                          |
| ------- | ------------------------- | ----------------------- | ---------------------- | ------------- | --------------------------------- |
| 01      | Der Verräter              | Decision                | 14. Sep. 2002          | Will Meugniot | Mark Edward Edens & Michael Edens |
| 02      | Draga                     | Double Duty             | 21. Sep. 2002          | Will Meugniot | Mark Edward Edens & Michael Edens |
| 03      | Die beste Welt            | The Best World          | 28. Sep. 2002          | Will Meugniot | Len Uhley & Mark Edward Edens     |
| 04      | Kriegslist                | Coming Home             | 5. Okt. 2002           | Will Meugniot | Jan Strnad                        |
| 05      | Der Diktator              | Mentor                  | 12. Okt. 2002          | Will Meugniot | Richard Mueller                   |
| 06      | Kopfgeldjäger             | Hot Water               | 19. Okt. 2002          | Will Meugniot | Francis Moss & Ted Pedersen       |
| 07      | Spinnenangst              | Phobia                  | 26. Okt. 2002          | Will Meugniot | Jon Loy                           |
| 08      | In der Falle?             | Can I Keep It?          | 2. Nov. 2002           | Will Meugniot | Matt Edens                        |
| 09      | Wer ist wer?              | Who Are You?            | 9. Nov. 2002           | Will Meugniot | Katherine Lawrence                |
| 10      | Diamantenfieber           | Greed                   | 16. Nov. 2002          | Will Meugniot | Richard Mueller                   |
| 11      | Die Kampfmaschine         | Stones                  | 23. Nov. 2002          | Will Meugniot | Nick Dubois                       |
| 12      | Die Mutprobe              | Initiation              | 30. Nov. 2002          | Will Meugniot | Steven Melching                   |
| 13      | Mutter der Erfindung      | The Mother Of Invention | 7. Dez. 2002           | Will Meugniot | Christy Marx & Randy Littlejohn   |
| 14      | Tödliche Träume           | Reality                 | 30. Dez. 2002          | Will Meugniot | Katherine Lawrence                |
| 15      | In der Arena              | Museum                  | 6. Jan. 2003           | Will Meugniot | Brooks Wachtel                    |
| 16      | Wir und die               | Us and Them             | 13. Jan. 2003          | Will Meugniot | Julia Jane Lewald                 |
| 17      | Die Fratze des Bösen      | The Face of Evil        | 20. Jan. 2003          | Will Meugniot | Jon Loy                           |
| 18      | Die vergessene Bibliothek | The Key                 | 27. Jan. 2003          | Will Meugniot | Richard Mueller                   |
| 19      | Jagt Gus Bonner           | Chariot Of The Sun      | 3. Feb. 2003           | Will Meugniot | Katherine Lawrence                |
| 20      | Gedankenspiele            | The Answer              | 10. Feb. 2003          | Will Meugniot | Katherine Lawrence                |
| 21      | In und out                | The Look                | 17. Feb. 2003          | Will Meugniot | Bob Forward                       |
| 22      | Epidemie                  | Feet Of Clay            | 24. Feb. 2003          | Will Meugniot | Richard Mueller                   |
| 23      | Der Größte                | The Natural             | 3. Mär. 2003           | Will Meugniot | Mark Edward Edens                 |
| 24      | Der Wüstenplanet          | Big Mistake             | 10. Mär. 2003          | Will Meugniot | Nick Dubois                       |
| 25      | Farben des Schreckens     | The Illustrated Stacey  | 17. Mär. 2003          | Will Meugniot | Craig Miller                      |
| 26      | Die Ankunft               | The Long Haul           | 24. Mär. 2003          | Will Meugniot | Michael Edens & Mark Edward Edens |